# Lorenzo Celsi
Lorenzo Celsi (Venezia, 1310 – Venezia, 18 luglio 1365) è stato un politico, militare e diplomatico italiano, 58º doge della Repubblica di Venezia dal 16 luglio 1361 fino alla sua morte.

## Biografia

### Famiglia
Figlio di Marco, residente nel confinio di San Martino, nacque nel 1310 (nel 1308 secondo Emanuele Antonio Cicogna). Non è noto il nome della madre.
Sposò una Maria di cui non si conosce il casato (alcuni genealogisti la confondono con Marchesina Ghisi, che fu invece moglie del doge Lorenzo Tiepolo). Dal matrimonio nacquero diverse figlie, di cui solo Anna e Orsa sopravvissero, e nessun maschio.
La famiglia Celsi era estranea alla vita pubblica e lo stesso Lorenzo passò buona parte della sua esistenza lontano dalla politica. La sua elezione a doge, al termine di una rapida quanto prestigiosa carriera, fu certamente un evento inatteso.
I fatti precedenti alla sua ascesa ai vertici della Serenissima ci sono noti solo in parte e presentano dubbi e lacune, anche a causa della presenza di almeno un contemporaneo omonimo (forse suo zio). Spesso ci si è dovuti riferire alle opere dei genealogisti, non sempre affidabili.

### Carriera politica e militare
Nel 1349 fu proposta la sua candidatura al Senato, il che fa pensare a una sua attività politica precedente a quella data; la medesima proposta fu avanzata anche nel 1352. Nel luglio 1353, essendo in corso un conflitto contro la Repubblica di Genova, assunse la carica di capitano da Mar. In questa veste, fu a capo di cinque galee che scortavano dei mercantili veneziani che tornavano dalla "Turchia" cariche di frumento; in quella stessa occasione catturò alcune navi nemiche. Fu coinvolto in una controversia internazionale con altri ufficiali, accusato di aver confiscato illegalmente dei beni appartenenti a un commerciante francese.
Da agosto del 1354 fu podestà di Treviso. Appena concluso il mandato, tra il 3 e il 25 agosto dell'anno successivo, fu compreso in una commissione istituita per deliberare sui disordini fomentati a Candia da Tito Venier e Francesco Gradenigo (e che sarebbero presto sfociati nella rivolta di Creta del 1363-1366). Mentre i suoi colleghi sostenevano la linea dura, il Celsi tenne un atteggiamento più cauto sul quale, infine, convergettero tutti: i due maggiori responsabili, con i loro principali complici, sarebbero stati giudicati dai rettori di Creta, e non da provveditori inviati da Venezia allo scopo.
Nel dicembre 1355 fu scelto come capitano del "paesanatico di Schiavonia", una milizia regionale messa in piedi alla vigilia della guerra contro il Regno di Ungheria per difendere la Dalmazia. Ebbe inoltre il mandato di concludere l'acquisto delle cittadine di Clissa e Scardona, in cui erano già impegnati il capitano generale da Mar e i provveditori di Schiavonia. Tenne questi incarichi sino alla fine del gennaio 1357, risiedendo a Scardona (alla fine ceduta alla Serenissima il 10 gennaio 1356) con il titolo di conte.
A novembre del 1357 divenne capitano generale dell'Istria ma, terminate le ostilità con l'Ungheria, fu presto richiamato a Venezia. Nel dicembre 1358, ancora in città, presenziò agli accordi per il possesso di Grisignana con Ulrico di Reifenberg.

### Attività diplomatica e ultimi incarichi
Successivamente, per circa due anni a partire da gennaio del 1359, fu impegnato come ambasciatore presso Carlo IV del Sacro Romano Impero, con il fine di rinvigorire i legami tra le due potenze e di far riconoscere il dominio veneziano su Treviso e Conegliano.
I colloqui si svolsero in due diverse fasi. Durante la prima missione, alla quale parteciparono, oltre al Celsi, Paolo Loredan e Andrea Contarini, parve prospettarsi l'istituzione per Treviso di un vicariato imperiale. La seconda legazione, nel giugno successivo, era formata dal Celsi, Marco Corner e Giovanni Gradenigo e comunicò l'intenzione veneziana ad accettare il compromesso del vicariato; si lavorò, inoltre, sul ruolo della Serenissima circa il progetto di una crociata.
Nel gennaio 1360 le trattative, che si stavano arenando, furono affidate al solo Celsi e i due colleghi furono richiamati a Venezia. Verso la fine del mese cercò di convincere l'imperatore a intervenire presso il duca d'Austria, in quanto i due compagni erano stati imprigionati dal castellano di Sench lungo la via del ritorno; la sua richiesta non ebbe successo, infatti il Corner e il Gradenigo furono liberati solo due anni dopo e lo stesso Celsi preferì tornare in laguna evitando i territori austriaci.
A novembre del 1360 divenne capitano del Golfo. Secondo il racconto di Gian Giacomo Caroldo, durante questo mandato condusse un attacco contro i Turchi di fronte a Gallipoli, distruggendo alcune navi nemiche in cui sospettava si nascondessero dei genovesi.
Gli incarichi seguenti sono difficilmente attribuibili al Celsi, data la presenza di uno o più omonimi contemporanei: capitano delle galee di Romania (1350), solutor armamenti (1351), avogador de Comun (1351-1352 e 1355), inquisitore a Conegliano su una congiura (1352), savio per uno scambio di prigionieri con Genova (1353), sopracomito d'armata (1353), capitano delle galee della Riviera marchigiana (1355), savio agli Ordini (1357), savio sulle cose d'Istria (1358), provveditore a Capodistria (nominato nello stesso anno dalla commissione precedente), savio di Trevigiana e Istria (1358), savio a trattare con ambasciatori imperiali e con il legato pontificio (1358), savio su una vertenza sorta con mercanti aragonesi (1358-1359), savio al Porto (nominato nel 1360, ma la carica fu rifiutata).

### Dogato
Il 16 luglio 1361, mentre ancora attendeva alla carica di capitano del Golfo, fu eletto doge. Determinante fu senza dubbio l'indecisione degli elettori che, divisi tra i nomi di Pietro Gradenigo, Leonardo Dandolo, Marco Corner e Andrea Contarini, avevano infine converso sul Celsi, forte dei suoi successi militari contro i Genovesi. Raggiunto lungo la via del ritorno da dodici ambasciatori, fece il suo ingresso trionfale a Venezia il 21 agosto.
I quattro anni del suo dogato si caratterizzarono per l'acuirsi dello scontro tra i due partiti che dividevano il ceto dirigente veneziano: da una parte gli "oltranzisti", che intendevano concentrare il potere politico ed economico su un'oligarchia ristretta, dall'altra i "moderati", propugnatori di una partecipazione più vasta. Non è improbabile che in questa situazione vi fosse chi, dell'uno o dell'altro partito, se non addirittura al di fuori di essi, tramasse un colpo di stato. Di certo vi erano dei timori, tanto che tra il 1363 e il 1365 furono riaperti i processi contro alcuni complici di Marino Faliero e inasprite le pene per quelli già condannati.
È probabile che l'elezione del Celsi non sia stata influenzata dal conflitto, poiché oltranzisti e moderati erano ugualmente rappresentati sia tra gli elettori, sia tra i candidati. Difficile comunque dire per quale fazione egli propendesse.
Nel 1361 gli oltranzisti avevano prevalso, reistituendo l'officium de navigantibus che prevedeva restrizioni finanziare che solo i mercanti più ricchi potevano sostenere. Questo, però, danneggiò gravemente i commerci e aumentò il malcontento (contribuì peraltro allo scoppio della rivolta di Creta del 1363-1366), sicché gli oltranzisti furono sconfitti e l'officium fu di nuovo abolito il 22 novembre 1363.
Dal canto suo, il Celsi non appoggiò mai le leggi più intransigenti, come, appunto, l'officium, del quale fu anzi un oppositore e approvò il programma del Senato che intendeva ritoccare la legge allo scopo di abolirne la parte più intransigente. Vero è anche che, in altre occasioni, sostenne il capo degli oltranzisti Pietro Zane e le sue proposte a provvedimenti di parte.
Questo momento di tensioni fu certamente alla base del processo intentato contro il doge dal Consiglio dei dieci, non è chiaro se pochi giorni prima o dopo la sua morte, avvenuta il 18 luglio 1365. Già il 30 luglio successivo l'istruttoria venne chiusa e fu deciso di distruggerne tutti gli atti, mantenendo su di essi il massimo segreto.
Si può ipotizzare che Lorenzo Celsi avesse tentato di assumere maggior potere personale, ed ecco perché il 19 luglio 1365 (il giorno dopo la sua morte), fu modificata la promissione ducale, in modo che gli avogadori de Comun, qualora il doge abusasse dei propri poteri, potessero intervenire per fermarlo. Di certo era vista con sospetto la sua tendenza al lusso e allo sfarzo, adatta più a un sovrano assoluto che a un doge, ed era solito farsi precedere da un servo con in mano una bacchetta, quasi un'emulazione di uno scettro; talvolta organizzava fastose cavalcate per la città e la Giudecca e fece clamore la grande accoglienza riservata per il duca d'Austria e il re di Cipro; rimasero nella memoria collettiva anche gli imponenti festeggiamenti per la vittoria sui ribelli di Creta.
Tutto ciò non significa che i sospetti fossero effettivamente fondati, ma è vero anche che al termine del processo il Consiglio dei dieci non accolse la proposta di riabilitarlo ufficialmente.
Fu sepolto nella chiesa di Santa Maria della Celestia. Con la demolizione del luogo sacro, nell'Ottocento, le sue spoglie furono trasferite nell'ossario di Sant'Ariano e lì disperse.
Alcuni contemporanei ci hanno trasmesso di lui un'immagine positiva: Rafaino Caresini e Lorenzo de Monacis lo ricordano come una personalità forte e fedele alla Repubblica, assegnandogli il merito di aver vinto la rivolta cretese. Fu inoltre un uomo di cultura: suo amico fu Benintendi Ravegnani (gli dedicò i Commendatoria vitae actae, et exhortatoria peragendae), il quale fece da mediatore tra il doge e Francesco Petrarca quando questi chiese ospitalità a Venezia in cambio della sua collezione di codici. Lo stesso Petrarca ne esaltò le virtù e la lealtà verso la Patria.